# Чемпионат СССР по современному пятиборью 1980
XXVIII чемпионат СССР по современному пятиборью среди мужчин проводился в городе Ростов-на-Дону  РСФСР с 22 по 26 июня 1980 года. Награды разыгрывались в личном первенстве. Этот турнир стал самым главным стартом в сезоне. Именно по результатам чемпионата была сформирована команда СССР по современному пятиборью для участия в Олимпийских играх 1980 года в Москве. Всего на старт вышло 42 спортсмена.
На церемонии открытия чемпионата спортсменов приветствовал 4-кратный чемпион мира Игорь Новиков и Герой Советского Союза Павел Брикель. Также членам сборной команды СССР было вручено знамя олимпийской команды Советского Союза.

## Победитель и призёры
| Дисциплина        | Золото                                        | Серебро                                      | Бронза                                                 |
| Личное первенство | Евгений Липеев · РСФСР · Краснодар · «Динамо» | Алексей Пальянов · РСФСР · Смоленск · Динамо | Анатолий Старостин · Таджикская ССР · Душанбе · Динамо |

* Итоговые результаты.
| Место | Спортсмен          | Республика, город, спортивное общество | Сумма очков |
| ----- | ------------------ | -------------------------------------- | ----------- |
| 1.    | Евгений Липеев     | РСФСР · Краснодар · «Динамо»           | 5668        |
| 2.    | Алексей Пальянов   | РСФСР · Смоленск · Динамо              | 5655        |
| 3.    | Анатолий Старостин | Таджикская ССР · Душанбе · Динамо      | 5559        |

## Фехтование
22 июня 1980 года.
В первый день чемпионата спортсмены выясняли отношения на фехтовальных дорожках. Павел Леднев справился лучше всех с фехтовальным марафоном 31 победа — 1112 очков. Фехтование выиграть для него было тяжело. И дело не в том, что вырос общий уровень мастерства пятиборцев, и не в том, что Ледневу уже 37 лет. Просто против Павла Леднева — четырёхкратного чемпиона мира, призёра трех последних Олимпиад — фехтуют с особым желанием победить. Вторым стал Алексей Пальянов из Смоленска — 1000 очков (27 побед). Немножко разочаровали такие известные спортсмены, как Александр Тарев, Борис Мосолов, Сергей Рябикин, они остановились на уровне 600—700 очков, что не может гарантировать им высоких мест на финише турнира.
*Результаты. Личное первенство.
 Фехтование.
| Место | Спортсмен                             | Победы | Очки |
| ----- | ------------------------------------- | ------ | ---- |
| 1.    | П. Леднев · Львов Вооруженные Силы    | 31     | 1112 |
| 2.    | А. Пальянов · Смоленск Динамо         | 27     | 1000 |
| 3.    | П. Горлов · Москва Вооруженные Силы   | 26     | 972  |
| 4.    | Ан. Старостин · Таджикская ССР Динамо | 25     | 944  |
| 5.    | О. Булгаков · Краснодар Динамо        | 25     | 944  |
| 6.    | А. Дорошенко · Рига Даугава           | 24     | 916  |
| 7.    | В. Нефедов · Москва Вооруженные Силы  | 24     | 916  |
| 8.    | Е. Липеев · Краснодар Динамо          | 24     | 916  |

## Конкур
23 июня 1980 г.
Маршрут состоял из 15 препятствий (18 прыжков).
Лидер чемпионата Павел Леднев очень неудачно выступил в конкуре. Ему досталась лошадь по кличке Рисунок. В первом гите она выступила не очень и её хотели снять с соревнований, как неподготовленную, но потом оставили. Леднев тащил жребий последним и в кубке лежала одна фишка — это и был Рисунок. На разминке лошадь прыгала. На маршруте она тоже прыгала но после закидок. В конце больших мучений Ледневу удалось набрать всего 654 очка.
Победу одержал Виктор Грошев из Калининграда, он прошел маршрут со временем 1.51,0 и получил 1100 очков.
*Результаты. Личное первенство.
 Верховая езда.
| Место | Спортсмен   | Республика, город     | Очки |
| ----- | ----------- | --------------------- | ---- |
| 1.    | В. Грошев   | Калининград ВС        | 1100 |
| 2.    | Е. Липеев   | Краснодар Динамо      | 1100 |
| 3.    | В. Шмелев   | Московская область ВС | 1096 |
| 4.    | О. Булгаков | Краснодар Динамо      | 1094 |
| 5.    | В. Нефедов  | Москва ВС             | 1070 |
| 6.    | И. Соя      | Молдавская ССР ВС     | 1070 |

*Положение после двух видов.
| Место | Спортсмен      | Республика, город     | Очки |
| ----- | -------------- | --------------------- | ---- |
| 1.    | А. Пальянов    | Смоленск Динамо       | 2042 |
| 2.    | П. Горлов      | Москва ВС             | 2042 |
| 3.    | О. Булгаков    | Краснодар Динамо      | 2038 |
| 4.    | Е. Липеев      | Краснодар Динамо      | 2016 |
| 5.    | В. Нефедов     | Москва ВС             | 1986 |
| 6.    | Ан. Старостин  | Таджикская ССР Динамо | 1966 |
| 7.    | А. Дорошенко   | Рига Даугава          | 1952 |
| 8.    | В. Грошев      | Калининград ВС        | 1932 |
| 9.    | В. Шмелев      | Московская область ВС | 1900 |
| 10.   | Т. Досымбетов  | Казахская ССР Динамо  | 1888 |
| 11.   | Ал. Старостин  | Таджикская ССР ВС     | 1874 |
| 12.   | А. Запорожанов | Украинская ССР Динамо | 1874 |

## Стрельба
24 июня 1980 г.
Стрельбу выиграл Анатолий Старостин (Таджикская ССР) с результатом 198 из 200 возможных, вторым с таким же результатом стал Липеев. Лидер после двух видов Алексей Пальянов выбил 194 (1000 очков). Совсем неудачно выступил Олег Булгаков, для которого стрельба всегда была «коронным» видом. Он выбил 191 (по серия: 49, 47, 49, 47). Один из лидеров Василий Нефедов показал результат 195 очков. Столько же выбил и Игорь Колупанский (Москва, Спартак).
Владимир Шмелев (олимпийский чемпион 1972 г.) неплохо подготовился к турниру. Сильно выступил в конкуре, отлично стартовал в фехтовании — чуть ли не до половины фехтовального турнира держался лидером. После двух видов занимал высокое положение и удачная стрельба открывала ему путь наверх — плывет и бежит Шмелев очень здорово. Но в тире Владимир выбил всего 191 очко и только 12 место после трех видов пятиборья.
*Стрельба. Личные результаты.
 Стрельба.
| Место | Спортсмен         | Республика, город               | Результат/Очки |
| ----- | ----------------- | ------------------------------- | -------------- |
| 1.    | Ан. Старостин     | Таджикская ССР Динамо           | 198/1088       |
| 2.    | Е. Липеев         | Краснодар                       | 198/1088       |
| 3.    | Ал. Старостин     | Таджикская ССР Вооруженные Силы | 197/1066       |
| 4.    | А. Гуламбарян     | Ереван Динамо                   | 197/1066       |
| 5.    | В. Рогов          | Минск Динамо                    | 197/1066       |
| 6.    | А. Тарев          | Фрунзе, Алга                    | 197/1066       |
| 7.    | Т. Досымбетов     | Алма-Ата Динамо                 | 197/1066       |
| 8.    | Игорь Колупанский | Москва Спартак                  | 195/1022       |
| 9.    | В. Нефедов        | Москва ВС                       | 195/1022       |

*Положение после трех видов.
| Место | Спортсмен      | Республика, город     | Очки |
| ----- | -------------- | --------------------- | ---- |
| 1.    | Е. Липеев      | Краснодар Динамо      | 3104 |
| 2.    | Ан. Старостин  | Таджикская ССР Динамо | 3054 |
| 3.    | А. Пальянов    | Смоленск Динамо       | 3042 |
| 4.    | В. Нефедов     | Москва ВС             | 3008 |
| 5.    | О. Булгаков    | Краснодар Динамо      | 2972 |
| 6.    | П. Горлов      | Москва ВС             | 2954 |
| 7.    | Ал. Старостин  | Таджикская ССР ВС     | 2940 |
| 8.    | Т. Досымбетов  | Казахская ССР Динамо  | 2932 |
| 9.    | И. Соя         | Молдавская ССР ВС     | 2868 |
| 10.   | И. Колупанский | Москва Спартак        | 2860 |
| 11.   | А. Хапланов    | Москва Динамо         | 2840 |
| 12.   | В. Шмелев      | Московская область ВС | 2823 |

## Плавание
25 июня 1980 г. Дистанция 300 м.
Лучшим стал Василий Степанов (Москва) результат — 3.16,9 (1300 очков).
Лидеры чемпионата показали следующие результаты: Евгений Липеев проплыл за 3.30,0 и сохранил лидерство, Пальянов — 3.28,4 переместился на второе место и Старостин проплыл за 3.34,0 занял третью строчку в турнирной таблице.
*Плавание. Личные результаты.
 Плавание.
| Место | Спортсмен      | Республика, город | Результат/Очки |
| ----- | -------------- | ----------------- | -------------- |
| 1.    | В. Степанов    | Москва ВС         | 3.16,9/1300    |
| 2.    | С. Картошкин   | Львов Спартак     | 3.22,3/1256    |
| 3.    | И. Брызгалов   | Тбилиси Динамо    | 3.27,9/1212    |
| 4.    | А. Хапланов    | Москва Динамо     | 3.28,2/1208    |
| 5.    | А. Пальянов    | Смоленск Динамо   | 3.28,4/1208    |
| 6.    | А. Запорожанов | Украинская ССР    | 3.29,4/1200    |

*Положение после 4-х видов.
| Место | Спортсмен     | Республика, город     | Очки |
| ----- | ------------- | --------------------- | ---- |
| 1.    | Е. Липеев     | Краснодар Динамо      | 4296 |
| 2.    | А. Пальянов   | Смоленск Динамо       | 4250 |
| 3.    | Ан. Старостин | Таджикская ССР Динамо | 4214 |
| 4.    | В. Нефедов    | Москва ВС             | 4168 |

## Бег
26 июня 1980 г. Легкоатлетический кросс.
Чкаловская роща. Дистанция 4000 м. Спортсмены стартовали друг за другом через 1 минуту.
В день кросса уже в 8 утра температура была 28 градусов. К началу соревнований стояла жара и буквально нечем было дышать. Перед бегом ситуация для лидеров соревнований Липеева была весьма сложной. Буквально по пятам за ним следовал Пальянов, для которого бег — коронный вид пятиборья. Для победы ему надо отыграть у Липеева 16 секунд и многим это казалось вполне реальным. Для Старостина задача была попроще, Липеева и Пальянова он уже достать не мог и единственное, что требовалось это отстоять свою 3 позицию.
По жребию первым стартовал Павел Леднев. Первый километр он одолел за 2.55, на отметке 2 км результат 5.55. Затем снизил темп. Скорость набранная Ледневым послужила ориентиром для остальных. Но главное внимание всех было приковано к поединку Липеева и Пальянова. Липеев бежал впереди своего соперника, отдав все силы он показал 12.11,0. Пальянов бежал по трассе ориентируясь на время Липеева. На отметки 3 км он опережал график Липеева на 11 секунд. Осталось ещё 5 сек. На финише Пальянов показал 12.00,0, но его не хватило для победы.
Соревнования по бегу выиграл представитель Киргизии Виктор Казаков (Алга) — 11.59,0, вторым был Дорошенко (Латвия) −12.00,0, третье место в беге занялА. Пальянов — 12.00,0 и четвёртое время показал Сергей Куликов (Москва, Спартак) — 12.03,0.
Несколько слов о молодых пятиборцах Игоре Колупанском и Сергее Картошкине. Они заняли соответственно 6 и 7 места, причем сделали это благодаря высоким результатам в плавании и беге. Следует отметить, что Игорь Колупанский и Сергей Куликов, занявший в кроссе 4 место, представляют ДСО «Спартак» Москва. Оба тренируются в экспериментальной группе олимпийского резерва СДЮШОР на ОУСЦ «Планерная» под руководством заслуженного мастера спорта, олимпийского чемпиона 1964 года Виктора Минеева.
*Бег. Личные результаты.
 Кросс.
| Место | Спортсмен    | Республика, город | Результат/Очки |
| ----- | ------------ | ----------------- | -------------- |
| 1.    | В. Казаков   | Фрунзе, Алга      | 11.59,0/1408   |
| 2.    | А. Дорошенко | Рига Даугава      | 12.00,0/1405   |
| 3.    | А. Пальянов  | Смоленск Динамо   | 12.00,0/1405   |
| 4.    | С. Куликов   | Москва Спартак    | 12.03,0/1396   |
| 5.    | С. Картошкин | Львов Спартак     | 12.04,0/1393   |
| 6.    | Е. Липеев    | Краснодар Динамо  | 12.11,0/1372   |

## Итоги чемпионата
По итогам чемпионата Государственный тренер Спорткомитета СССР Лев Акимович Матюшенко объявил список спортсменов, которые будут вызваны на заключительный сбор для подготовки к Олимпийским играм: Павел Леднев, Анатолий Старостин, Евгений Липеев, Алексей Пальянов, Василий Нефедов и Олег Булгаков. Четверо из них составят олимпийскую команду.
| Место | Спортсмен             | Республика город         | Спортивное общество | Сумма очков |
| ----- | --------------------- | ------------------------ | ------------------- | ----------- |
| 1.    | Евгений Липеев        | РСФСР · Краснодар        | «Динамо»            | 5668        |
| 2.    | Алексей Пальянов      | РСФСР · Смоленск         | Динамо              | 5655        |
| 3.    | Анатолий Старостин    | Таджикская ССР · Душанбе | Динамо              | 5559        |
| 4.    | Василий Нефедов       | Москва                   | Вооруженные Силы    | 5462        |
| 5.    | Олег Булгаков         | РСФСР · Краснодар        | Динамо              | 5362        |
| 6.    | Игорь Колупанский     | Москва                   | Спартак             | 5349        |
| 7.    | Сергей Картошкин      | Украинская ССР · Львов   | Спартак             | 5336        |
| 8.    | Валентин Рогов        | Белорусская ССР          | Динамо              | 5316        |
| 9.    | Тимур Досымбетов      | Казахская ССР · Алма-Ата | Динамо              | 5309        |
| 10.   | Александр Старостин   | Таджикская ССР · Душанбе | Вооруженные Силы    | 5308        |
| 11.   | Александр Запорожанов | Украинская ССР           | Динамо              | 5299        |
| 12.   | Алексей Хапланов      | Москва                   | Динамо              | 5297        |